# Фонтана, Лавиния
Лавиния Фонтана (итал. Lavinia Fontana; 24 августа 1552, Болонья — 11 августа 1614, Рим) — итальянская художница болонской школы, представительница раннего барокко.

## Биография
Лавиния Фонтана родилась в Болонье в 1552 году. Она была крещена 24 августа 1552 года в соборе Святого Петра. Дочь художника болонской школы Просперо Фонтана. Её старшая сестра Эмилия скончалась в 1568 году, когда Лавинии было шестнадцать. Начиная с 1580-х годов Лавиния достигла большой известности как автор портретов дам высшего общества Болоньи. С 1603 г. по приглашению папы Климента VIII работала в Риме. В 1604 году становится официальной художницей-портретисткой при дворе Римского папы Павла V. В 1611 году Феличе Антонио Казони преподносит ей бронзовый медальон с её портретом. Её крупнейшая работа — алтарный образ «Мученичество Святого Стефана» (1604) для церкви Сан-Паоло фуори ле Мура — погибла в 1823 году.
Художница умерла в 1614 году в Риме и была похоронена в Базилике Святой Марии над Минервой.
За всю свою жизнь написала 135 картин. Является первой художницей, которую избрали в римскую Академию.

## Некоторые произведения
- Sacra Famiglia con San Giovannino (ок.1575)
- Autoritratto alla spinetta con la fantesca (ок.1580)
- Noli Me Tangere (1581, Уффици)
- Deposizione (1581, Корнелл)
- Ritratto di Nobildonna (ок. 1584)
- La Madonna Assunta di Ponte Santo e i santi Cassiano e Pier Crisologo (Имола)
- Assunzione della Vergine (Болонья)
- Ritratto di Antoníetta Gonzalvus (1594—1595, Блуа)
- Visione di san Giacinto (1599)
- Vergine e S.Giacinto (Рим)
- Lapidazione di Santo Stefano (1604, Рим)